# Hollenthon
Hollenthon — австрийский музыкальный коллектив, работающий в жанрах симфонического и мелодичного дэт-метала. Основан в 1994 году Мартином Ширенком (нем. Martin Schirenc) из дэт-металической группы Pungent Stench.
Hollenthon стал следующим шагом развития проекта Vuzem, являвшегося по сути сайд-проектом вокалиста и гитариста Pungent Stench. После первой компиляции, продюсированием которой занимался сам Мартин Ширенк, он решил выпустить полноразмерный альбом, и в 1998 году он переименовал группу, назвав Hollenthon, и заключив контракт со звукозаписывающей компанией Napalm Records. На музыке Hollenthon сильно повлияли работы классических композиторов, таких как, например, Вагнер. Вокал варьируется от жёсткого до оперного мужского и даже женского (исполняемого Еленой Ширенк).
Лирику писала бывшая жена Мартина Елена, и темы её вращаются вокруг таинства смерти. Каждая песня — отдельно взятая история.
Холлентон — название маленького городка в Австрии.

## Состав

### Текущий состав
- Martin Schirenc — вокал, соло и ритм-гитара, бас, клавишные
- Mike Gröger — барабаны, перкуссия
- Martin Arzberger — соло и ритм-гитара
- Max Reif — бас, бэк-вокал
- Elena Schirenc — вокал

### На первом альбоме
- Martin Schirenc — вокал, гитара, бас, клавишные
- Mike Gröger — барабаны, перкуссия
- Elena Schirenc — вокал

### На втором альбоме
- Martin Schirenc — вокал, гитара, бас, клавишные
- Mike Gröger — барабаны, перкуссия
- Elena Schirenc — вокал
- Rob Barrett — гитара

## Дискография
- Domus Mundi (1999)
- With Vilest of Worms to Dwell (2001)
- Opus Magnum (2008)
- Tyrants & Wraiths (EP, 2009)